# Фінал кубка Англії з футболу 2024
Фінал Кубка Англії з футболу 2024 — фінальний матч розіграшу кубка Англії сезону 2023—2024 відбувся 25 травня 2024 року. У поєдинку зустрілися «Манчестер Сіті» та «Манчестер Юнайтед». Це було друге поспіль манчестерське дербі в фіналах національного кубка. «Манчестер Юнайтед» переміг з рахунком 2:1.

## Шлях до фіналу
Примітка: У всіх результатах, поданих нижче, голи фіналістів подаються першими, натомість де відбувався матч вказано в дужках (д: вдома; г: в гостях; н: на нейтральному полі).
| «Манчестер Сіті»  | «Манчестер Сіті» | Раунд           | «Манчестер Юнайтед» | «Манчестер Юнайтед» |
| ----------------- | ---------------- | --------------- | ------------------- | ------------------- |
| Суперник          | Результат        |                 | Суперник            | Результат           |
| Гаддерсфілд Таун  | 5–0 (д)          | Третій раунд    | Віган Атлетік       | 2–0 (г)             |
| Тоттенгем Готспур | 1–0 (г)          | Четвертий раунд | Ньюпорт Каунті      | 4–2 (г)             |
| Лутон Таун        | 6–2 (г)          | 1/8 фіналу      | Ноттінгем Форест    | 1–0 (г)             |
| Ньюкасл Юнайтед   | 2–0 (д)          | 1/4 фіналу      | Ліверпуль           | 4–3 дч (д)          |
| Челсі             | 1–0 (н)          | 1/2 фіналу      | Ковентрі Сіті       | 3:3 пен. 4:2 (н)    |

## Матч

### Деталі
| 25 травня 2024 15:00 (GMT) |

| Манчестер Сіті | 1–2      | Манчестер Юнайтед         |
| -------------- | -------- | ------------------------- |
| - Доку 87'     | Протокол | - Гарначо 30' - Мейну 39' |

| «Вемблі», Лондон Глядачів: 84,814 Арбітр: Ендрю Медлі |

| Манчестер Сіті | Манчестер Юнайтед |

| ВР                            | 18                   | Штефан Ортега        |       |     |
| ЗХ                            | 2                    | Кайл Вокер ()        |       |     |
| ЗХ                            | 5                    | Джон Стоунз          |       |     |
| ЗХ                            | 6                    | Натан Аке            |       | 46' |
| ЗХ                            | 24                   | Йошко Гвардіол       |       |     |
| ПЗ                            | 16                   | Родрі                |       |     |
| ПЗ                            | 8                    | Матео Ковачич        |       | 46' |
| ПЗ                            | 20                   | Бернарду Сілва       |       |     |
| ПЗ                            | 17                   | Кевін Де Брейне      |       | 56' |
| НП                            | 47                   | Філ Фоден            |       |     |
| НП                            | 9                    | Ерлінг Голанн        |       |     |
| Запасні:                      |                      |                      |       |     |
| ВР                            | 33                   | Скотт Карсон         |       |     |
| ЗХ                            | 3                    | Рубен Діаш           |       |     |
| ЗХ                            | 25                   | Мануель Аканджі      |       | 46' |
| ЗХ                            | 82                   | Ріко Льюїс           |       |     |
| ПЗ                            | 10                   | Джек Гріліш          |       |     |
| ПЗ                            | 11                   | Жеремі Доку          |       | 46' |
| ПЗ                            | 27                   | Матеуш Нунеш         |       |     |
| ПЗ                            | 52                   | Оскар Бобб           |       |     |
| НП                            | 19                   | Хуліан Альварес      | 90+7' | 56' |
| Інші дисциплінарні стягнення: |                      |                      |       |     |
| ТП                            | Лоренсо Буенавентура | Лоренсо Буенавентура | 90'   |     |
| Головний тренер:              |                      |                      |       |     |
| Жузеп Гвардіола               |                      |                      |       |     |

| ВР               | 24 | Андре Онана        |       |       |
| ЗХ               | 29 | Аарон Ван-Біссака  |       |       |
| ЗХ               | 19 | Рафаель Варан      |       |       |
| ЗХ               | 6  | Лісандро Мартінес  |       | 73'   |
| ЗХ               | 20 | Діогу Дало         |       |       |
| ПЗ               | 37 | Коббі Мейну        | 45'   |       |
| ПЗ               | 4  | Суф'ян Амрабат     |       |       |
| НП               | 17 | Алехандро Гарначо  |       | 90+3' |
| НП               | 10 | Маркус Рашфорд     |       | 74'   |
| НП               | 8  | Бруну Фернандеш () |       |       |
| НП               | 39 | Скотт Мактоміней   | 90+5' | 90+3' |
| Запасні:         |    |                    |       |       |
| ВР               | 1  | Алтай Байиндир     |       |       |
| ЗХ               | 2  | Віктор Лінделеф    |       | 90+3' |
| ЗХ               | 35 | Джонні Еванс       |       | 73'   |
| ЗХ               | 53 | Віллі Камбвала     |       |       |
| ПЗ               | 7  | Мейсон Маунт       |       | 90+3' |
| ПЗ               | 14 | Крістіан Еріксен   |       |       |
| ПЗ               | 16 | Амад Діалло        |       |       |
| НП               | 11 | Расмус Гойлунн     |       | 74'   |
| НП               | 21 | Антоні             |       |       |
| Головний тренер: |    |                    |       |       |
| Ерік тен Гаґ     |    |                    |       |       |

| Гравець матчу: Коббі Мейну (Манчестер Юнайтед) Асистенти арбітра: Гаррі Леннард Нік Хоптон Четвертий арбітр: Саймон Гупер Помічник асистента арбітра: Тім Вуд Відеоасистент арбітра: Майкл Олівер Помічник відеоасистента арбітра: Стюарт Берт Запасний помічник відеоасистента арбітра: Пітер Бенкс | Правила матчу - 90 хвилин - За потреби 30 хвилин додаткового часу - Якщо результат залишається нічийним, то призначаються післяматчеві пенальті - Допускається максимум дев'ять футболістів у списку на заміну. - В основний час можна зробити п'ять замін та одну заміну в додатковий. |